# René Gervais
Pour les articles homonymes, voir Gervais.
René Gervais (1908-1997) est un pilote de l’air et résistant français, compagnon de la Libération.
Membre du SR Air de Georges Ronin, il prend la direction du réseau en métropole après le débarquement allié en Afrique du Nord. Recherché par la Gestapo, il est exfiltré en mars 1944 et commande une section de la DGSS.

## Biographie
René Jean Gervais naît le 22 août 1908 à La Teste-de-Buch. Il est le fils de Louis Olivier Gervais, comptable et menuisier, et de l’institutrice Léonie Victorine Courage.
Il intègre en 1928 l'École polytechnique, avant de rejoindre l'Armée de l’air comme sous-lieutenant en 1930. Commandant d’une escadrille de bombardement, il est affecté à la base de Cazaux en 1934, puis au centre d'essais en vol de Villacoublay en mai 1939.

### Seconde Guerre mondiale
À la veille de l’armistice, René Gervais décolle pour Oran où il retrouve Paul Badré et Georges Ronin. Ce dernier décide de reconstituer en métropole un service de renseignement (le SR Air).
Dès septembre 1940, Gervais (nom de code René Gérard) est volontaire pour observer à la frontière espagnole la présence allemande de l'autre côté des Pyrénées. Installé à Perpignan, son poste se révèle d’une utilité moindre, le SR Air étant déjà en lien avec le colonel Malaise à Madrid.
À l’été 1941, il devient l’adjoint de Paul Badré à Bellerive, faubourg de Vichy, où des renseignements sont communiqués par radio au MI6 à Londres. Sa tâche consiste à rassembler des informations sur la Luftwaffe en zone Nord et sur l'industrie aéronautique allemande. En juin 1942, il est placé en réserve au sein du 2e bureau.

#### Chef du SR Air en métropole
Dans la nuit du 9 au 10 novembre 1942, la veille de l’invasion de la zone libre, Georges Ronin et ses principaux officiers s’envolent pour l’Algérie, laissant à René Gervais la direction du service en France,. Il prend contact avec le capitaine Boiron (chef de l’antenne marseillaise qui a choisi de rester en poste), Philouze (ancien adjoint du poste de Limoges), Henri Pascal (un des fondateurs de Ceux de la Libération, devenu chef du poste de Narbonne) et Raymond Puechberty (qui établit une filière de passage du courrier vers l’Espagne). La liaison radio est rétablie avec le SR Air d’Alger.
Le 8 janvier 1943, entrouvrant la porte du commandant Barberon, responsable du 2e bureau, il aperçoit le SS Hugo Geissler, chef de la Gestapo à Vichy. Il déplace alors en urgence l’émetteur-récepteur qu’il entreposait chez lui. Le lendemain matin, les Allemands perquisitionnent son domicile en son absence.
Paul Badré, nommé à la tête d’une nouvelle antenne du SR Air à Londres, organise le parachutage d’un de ses agents, André Duthilleul (Oscar), dans la nuit du 14 au 15 mars 1943. Présenté à Gervais par Philouze, Oscar lui apporte un poste radio et un plan de transmission. La liaison avec Londres débute le 2 avril. Dans la nuit du 11 au 12 avril, c’est au tour de Robert Masson (Samson) d’être parachuté par la Royal Air Force. Il s’entretient à Vichy avec Gervais, qui lui donne son accord pour qu’il mette sur pied un réseau autonome, afin de compartimenter leurs activités.
En août 1943, le SR Air compte cinq secteurs (Paris, Laon, Troyes, Bretagne et Normandie) qui, grâce au parachutage de matériel par la Royal Air Force, disposent rapidement de leurs propres liaisons radio avec Londres. Les informateurs d’autres régions sont rattachés aux chefs de ces secteurs. Deux réseaux supplémentaires se greffent au SR Air : celui de Pierre Pontal (Petrus) et celui de Maurice Challe (François-Villon).
Parti le 21 août 1943 effectuer une liaison avec Londres puis Alger, Oscar est de nouveau parachuté dans la région de Vichy le 18 septembre. Il est réceptionné par Gervais, qui s’envole à son tour le 16 octobre 1943, depuis un terrain d’Estrées-Saint-Denis dans l’Oise. À Alger, il se coordonne avec la direction du SR Air et s’entretient plusieurs fois avec le général Bouscat (chef d'état-major de l'Armée de l'air).
Un mois après son départ, Gervais atterrit le 13 novembre à 2 heures du matin sur le même terrain d’Estrées-Saint-Denis. À la gare de Vichy, Jourdan, un de ses agents, le prévient que la Gestapo a perquisitionné son domicile le matin même.
Le 30 octobre, Garrisson (Guillemet), le secrétaire de Boiron, chef du poste de Marseille, a été capturé par les Allemands, qui ont trouvé sur lui l’adresse de Gervais ainsi que celles de Boiron, Pascal et Koenig (adjoint de Pascal à Narbonne). Tous les trois sont arrêtés et torturés par la Gestapo. Gervais décide de quitter définitivement Vichy pour s’installer à Paris.
Le 25 décembre 1943, Oscar est arrêté par la Gestapo non loin de l’église Saint-Ferdinand-des-Ternes. Il est blessé par balle en tentant de fuir et condamné à la déportation. Gervais échappe lui-même miraculeusement à une souricière.
En février, Robert Masson est de nouveau parachuté en France. Il rencontre Gervais dans un café de l’avenue de Friedland et reçoit la tâche d’intégrer à son réseau Samson les cinq postes du SR Air. Sur la brèche depuis novembre 1942 et traqué par la Gestapo, Gervais est exfiltré lors d’une opération aérienne qui se déroule dans la nuit du 6 au 7 mars 1944, sur le terrain d’Estrées-Saint-Denis.
Continuant à aider son réseau depuis Alger, il est nommé à la tête d’une section de la DGSS. À l’approche du débarquement, les agents du SR Air en métropole se focalisent sur la localisation des radars allemands et des rampes de lancement des missiles V1.

### Après la Libération
Il travaille à Paris à la DGER jusqu’en 1945, avant de quitter les services secrets pour reprendre l'entraînement aérien. Promu colonel, il quitte l'Armée de l'air en 1946.
Gervais exerce comme juge au tribunal de commerce de Lorient et dirige une entreprise de conserves alimentaires. Entre 1963 et 1965, il est conseiller technique chez Ratier-Figeac. En 1972, il devient vice-président de la Fédération française aéronautique.
René Gervais meurt le 22 octobre 1997 à Port-Louis dans le Morbihan, où il est inhumé au cimetière marin de Kerzo.
Il avait épousé Denise Renée Breuzin (1916-2011) à Petite-Synthe (département du Nord) le 8 juillet 1939.
Une plaque porte son nom devant la citadelle de Port-Louis sur le mémorial à la Croix de Lorraine,. Une rue a été baptisée en son honneur dans la même ville.

## Décorations
- Commandeur de la Légion d'honneur.
- Compagnon de la Libération par décret du 12 juin 1945[31].
- Croix de guerre 1939–1945 avec trois palmes.
- Médaille de l'Aéronautique.
- Ordre de l'Empire britannique à titre militaire (officier).